# CD97
CD97 antigen je protein koji je kod ljudi kodiran CD97 genom.
Ovaj gen je član EGF-TM7 familije klase II sedam transmembranskih (7-TM) molekula. On je kodiran genskim klusterom na kratkoj ruci hromozoma 19. CD97 je glikoprotein koji je prisutan na površini aktiviranih leukocita. Njegov ekstracelularni region sadrži nekoliko N-terminalnih domena sličnih epidermalnom faktoru rasta, koji posreduju vezivanje njegovog liganda, faktora ubrzanja raspada (engl. decay accelerating factor) (DAF, CD55), regulatornog proteina komplementne kaskade. Prisustvo strukturnih osobina karakterističnih za proteine ekstracelularnog matriksa i transmembranske proteine sugeriše da ovaj receptor učestvuje u ćelijskoj adheziji i signalizaciji nakon aktivacije leukocita. Poznate su tri alternativno splajsovane varijante.

## Literature
- Mustafa T, Klonisch T, Hombach-Klonisch S, Kehlen A, Schmutzler C, Koehrle J, Gimm O, Dralle H, Hoang-Vu C (2004). „Expression of CD97 and CD55 in human medullary thyroid carcinomas”. Int. J. Oncol. 24 (2): 285—94. PMID 14719104.
- Mustafa T, Eckert A, Klonisch T, Kehlen A, Maurer P, Klintschar M, Erhuma M, Zschoyan R, Gimm O, Dralle H, Schubert J, Hoang-Vu C (2005). „Expression of the epidermal growth factor seven-transmembrane member CD97 correlates with grading and staging in human oral squamous cell carcinomas”. Cancer Epidemiol. Biomarkers Prev. 14 (1): 108—19. PMID 15668483.
- Kwakkenbos MJ; Kop EN; Stacey M;  . (2004). „The EGF-TM7 family: a postgenomic view”. Immunogenetics. 55 (10): 655—66. PMID 14647991. doi:10.1007/s00251-003-0625-2.
- Maruyama K, Sugano S (1994). „Oligo-capping: a simple method to replace the cap structure of eukaryotic mRNAs with oligoribonucleotides”. Gene. 138 (1–2): 171—4. PMID 8125298. doi:10.1016/0378-1119(94)90802-8.
- Gray JX; Haino M; Roth MJ;  . (1997). „CD97 is a processed, seven-transmembrane, heterodimeric receptor associated with inflammation”. J. Immunol. 157 (12): 5438—47. PMID 8955192.
- Hamann J, Vogel B, van Schijndel GM, van Lier RA (1997). „The seven-span transmembrane receptor CD97 has a cellular ligand (CD55, DAF)”. J. Exp. Med. 184 (3): 1185—9. PMC 2192782 . PMID 9064337. doi:10.1084/jem.184.3.1185.
- Aust G; Eichler W; Laue S;  . (1997). „CD97: a dedifferentiation marker in human thyroid carcinomas”. Cancer Res. 57 (9): 1798—806. PMID 9135025.
- Suzuki Y; Yoshitomo-Nakagawa K; Maruyama K;  . (1997). „Construction and characterization of a full length-enriched and a 5'-end-enriched cDNA library”. Gene. 200 (1–2): 149—56. PMID 9373149. doi:10.1016/S0378-1119(97)00411-3.
- Ghannadan M; Baghestanian M; Wimazal F;  . (1998). „Phenotypic characterization of human skin mast cells by combined staining with toluidine blue and CD antibodies”. J. Invest. Dermatol. 111 (4): 689—95. PMID 9764855. doi:10.1046/j.1523-1747.1998.00359.x.
- Qian YM, Haino M, Kelly K, Song WC (1999). „Structural characterization of mouse CD97 and study of its specific interaction with the murine decay-accelerating factor (DAF, CD55)”. Immunology. 98 (2): 303—11. PMC 2326925 . PMID 10540231. doi:10.1046/j.1365-2567.1999.00859.x.
- Eichler W (2000). „CD97 isoform expression in leukocytes”. J. Leukoc. Biol. 68 (4): 561—7. PMID 11037979.
- Lin HH; Stacey M; Saxby C;  . (2001). „Molecular analysis of the epidermal growth factor-like short consensus repeat domain-mediated protein-protein interactions: dissection of the CD97-CD55 complex”. J. Biol. Chem. 276 (26): 24160—9. PMID 11297558. doi:10.1074/jbc.M101770200.
- Jaspars LH; Vos W; Aust G;  . (2001). „Tissue distribution of the human CD97 EGF-TM7 receptor”. Tissue Antigens. 57 (4): 325—31. PMID 11380941. doi:10.1034/j.1399-0039.2001.057004325.x.
- Steinert M; Wobus M; Boltze C;  . (2002). „Expression and Regulation of CD97 in Colorectal Carcinoma Cell Lines and Tumor Tissues”. Am. J. Pathol. 161 (5): 1657—67. PMC 1850798 . PMID 12414513. doi:10.1016/S0002-9440(10)64443-4.
- Visser L; de Vos AF; Hamann J;  . (2003). „Expression of the EGF-TM7 receptor CD97 and its ligand CD55 (DAF) in multiple sclerosis”. J. Neuroimmunol. 132 (1–2): 156—63. PMID 12417446. doi:10.1016/S0165-5728(02)00306-5.
- Strausberg RL; Feingold EA; Grouse LH;  . (2003). „Generation and initial analysis of more than 15,000 full-length human and mouse cDNA sequences”. Proc. Natl. Acad. Sci. U.S.A. 99 (26): 16899—903. PMC 139241 . PMID 12477932. doi:10.1073/pnas.242603899.
- Stacey M; Chang GW; Davies JQ;  . (2003). „The epidermal growth factor-like domains of the human EMR2 receptor mediate cell attachment through chondroitin sulfate glycosaminoglycans”. Blood. 102 (8): 2916—24. PMID 12829604. doi:10.1182/blood-2002-11-3540.
- Ota T; Suzuki Y; Nishikawa T;  . (2004). „Complete sequencing and characterization of 21,243 full-length human cDNAs”. Nat. Genet. 36 (1): 40—5. PMID 14702039. doi:10.1038/ng1285.
- Grimwood J; Gordon LA; Olsen A;  . (2004). „The DNA sequence and biology of human chromosome 19”. Nature. 428 (6982): 529—35. PMID 15057824. doi:10.1038/nature02399.